# کارمن کلمنته تراویزو
کارمن کلمنته تراویزو (به انگلیسی: Carmen Clemente Travieso)؛ (۱۹۰۰–۱۹۸۳) یک زن ونزوئلایی، روزنامه‌نگار و فعال حقوق زنان بود.
او اولین فارغ‌التحصیل دانشگاه مرکزی ونزوئلا بود که به عنوان خبرنگار و یکی از اولین زنان روزنامه‌نگار در ونزوئلا فعالیت می‌کرد. او یکی از اولین گروه زنان بود که به حزب کمونیست ونزوئلا پیوست و به طور فعال برای حق رای زنان کار می‌کرد. او یکی از بنیانگذاران یک سازمان در حمایت از اصلاحات زندان و یکی از بنیانگذاران انجمن روزنامه نگاران ونزوئلا بود.